# Sarmali
Sarmali (nepalski: सर्माली) – gaun wikas samiti w zachodniej części Nepalu w strefie Mahakali w dystrykcie Baitadi. Według nepalskiego spisu powszechnego z 2011 roku liczył on 1242 gospodarstwa domowe i 7642 mieszkańców (4001 kobiet i 3641 mężczyzn).